# 小さな村の物語 イタリア
『小さな村の物語 イタリア』は、BS日テレで毎週土曜日 18:00 - 18:54に放送されている紀行・ドキュメンタリー番組である。2007年10月7日に放送が開始され、2011年7月30日に100回、2015年5月30日に200回を迎え、現在も原則4週に2度のペースで新しい回が放送されている。2019年4月6日には第300回記念の2時間スペシャルが放送された。2020年10月3日からは、これまで番組で紹介した村を再び訪れ、新たに撮影した村や主人公たちの「いまの姿」を、当時の映像と共に放送するスタイルに変更されていたが、2022年10月1日から従来の、村を取材するスタイルが再開された。ただし、「いまの姿」を、当時の映像と共に放送するスタイルも並行される。なお、日曜日のアンコール放送は従来通りである（概略参照）。また、土曜日でも新規の回ではない週は、再放送がされる。再放送の場合は、初回放送の年月日が番組冒頭にクレジットされる。

## 概略
イタリアには長い歴史、幾多の時間をかけた文化、豊穣の大地があるが、なかでも小さな村には格別の魅力があり、この番組では毎回イタリアの田舎の小さな村をひとつ選び、そこで暮らす人々の、気候や風土に生活リズムを合わせ、家族や友人を大切に、心豊かに暮らす、ありのままの時間や日常をカメラに収める。そこには人間本来の暮らしがあり、多くの日本人が忘れてしまった「美しく暮らす」「美しく生きる」ということが見えてくる。
幾多の歴史・文化に根差して、海なら海、山なら山、平地なら平地、それぞれの土地の気候や風土に自分の暮らしのリズムを合わせて生きる イタリアの小さな村の人々。形式上は紀行番組でありながら、実は、イタリアの特別でない"普通"の村人の人生を見ることで、「理想郷とは?」「人生をどう生きるか?」「美しく暮らすとは?」ということについて　哲学的に（あるいは、しみじみと）考えさせてくれ、また、見終えると親や友人に連絡をとりたくなるような番組を目指して制作されている。

## スタッフ
- チーフプロデューサー：新井久子
- プロデューサー：田口和博
- ナビゲーター：三上博史

他

## 楽曲
- L'APPUNTAMENTOＯq, ORNELLA VANONI（オープニング曲、エンディング曲）
- Vorrei vorrei, Deborah Iurato
- Non Succedera Piu, Claudia Mori e Adriano
- Libera, Anna Tatangelo

他

## DVD化
DVD化もされており、BOX入りで販売されている。

## スポンサー
- 2018年3月31日放送までは東芝の一社提供。4月1日放送から、提供はダイワハウスと東芝メモリ株式会社（現：キオクシア）に変更。これに伴い、「TOSHIBA presenta」のロゴもなくなった。
- 2021年12月4日放送から19日放送まで、ダイワハウスの建設業法違反に伴う監督処分による営業活動自粛のため、キオクシアのみクレジットされていた。この期間はダイワハウスに代わりACジャパンの宣伝が放送されていた。25日放送より、ダイワハウスが復帰した。